# Kokosovo ulje
Kokosovo ulje je jestivo ulje ekstrahovano iz ljuske ili mesa zrelih kokosa od kokosove palme (Cocos nucifera). Preko 90% kokosovog ulja čine zasićene masne kiseline, 6% mononezasićene i 2% polinezasićene masne kiseline. Tačka topljenja kokosovog devičanskog ulja je 24 °C, a hidrogenizovanog kokosovog ulja je 36-40 °C, što znači da je ispod ove temperature u čvrstom stanju. Medicinski stručnjaci savetuju minimalni unos kokosovog ulja zbog velike koncentracije zasićenih kiselina koje mogu da izazovu srčane probleme. Kokosovo ulje takođe sadrži vitamine i polifenole prisutne u malim količinama. Ove supstance takođe imaju bitnu ulogu u poboljšanju zdravlja čoveka.

## Dobijanje

### Proces fermentacije
Ovo važi za jednu od najstarijih metoda za proizvodnju čistog kokosovog ulja. Dobija se iz unutrašnjosti kokosovog oraha. Unutrašnjost se fermentira 1-2 dana u posudama. Posle fermentacije, u posudama se stvaraju 3 sloja: kokosovo ulje, voda i kokosovo usireno mleko. Prvo se uklanja voda koja se pušta da iscuri, a potom i usireno mleko. Nedostaci metode jeste dobijanje kokosovog ulja koje je uvek različitog ukusa. To se dešava zbog različitog stepena fermentacije.

### Metoda hladnog ceđenja
Kod ove metode kokosovo mleko se suši, a zatim se hladno cedi kako bi se dobilo ulje. Proces sušenja je brz i odvija se pomoću umerenog zagrevanja na temperaturi od 38 °C do 76 °C. Ulje se zatim cedi. U zavisnosti od pritiska pod kojim se suši kokosov orah, ukus je različit.

### Metoda centrifuge
U ovom procesu se koriste sveži kokosovi orasi, od kojih se potom pravi kokosov krem. Kokosov orah se zatim stavlja u centrifugu, gde se, posle određenog vremena, izdvaja ulje.

## Sastav
Procenat masnih kiselina u kokosovom ulju:
- Kaprilna 4-8%
- Kaprinska 5-10%
- Laurinska 45-52%
- Miristinska 16-22%
- Palmitinska 7-10%
- Oleinska 5-8%
- Linolna 1-3%
- Linoleinska do 0.2%
- Stearinska 2-4%

Takođe sadrži i vitamine, pogotovo vitamin E i suspenzije određenih proteina.

## Zdravlje
Mnoge zdravstvene organizacije su protiv konzumiranja kokosovog ulja zbog visoke koncentracije zasićenih masnih kiselina. Kokosovo ulje sadrži veliki udeo laurinske kiseline (48%) - zasićena masna kiselina koja povećava nivo holesterola u krvi, dobrog (HDL) i lošeg (LDL). Zbog povišenog nivoa oba holesterola nije isključena mogućnost da prekomernim konzumiranjem kokosovog ulja dođe do rizika srčanih bolesti. Takođe, zbog visoke energetske vrednosti, redovno konzumiranje može da dovede do gojaznosti.
U minimalnim količinama, kokosovo ulje može biti dobro za rad srca, održava nivo holesterola i krvni pritisak. Smanjuje povrede kod arterija što znači da takođe sprečava aterosklerozu.
Masne kiseline srednjeg lanca se transportuju kroz ljudski organizam drugačije; apsorbuju se u crevima gde se dalje šalju u jetru u kojoj dolazi do njihovog sagorevanja kako bi nastala energija potrebna za rad organizma. Ne prolaze, niti se talože u krvotoku. Kokosovo ulje takođe služi i za negu lica i kose. Pošto ima svojstvo antioksidansa, kokosovo ulje sprečava prodiranje bacila u kožu, otklanja mrtve kožne ćelije i usporava starenje kože. Poboljšava rad sistema za varenje i izaziva olakšanje kod zapaljenja sluzokože koje izaziva bakterija Candida albicans. Sprečava taloženje masti u jetri, pomaže u rastvaranju kamena u bubregu. Pogodan je za dijabetičare jer kontroliše nivo šećera u krvi.

## Primena

### Hrana
Kokosovo ulje se koristi u kulinarstvu, pogotovo kod prženja hrane, tipičan je ukus u južnoazijskim državama. Međutim, zbog svoje visoke koncentracije zasićenih masnih kiselina devičansko kokosovo ulje je postala popularnija alternativa. Hidrogenizovana ili delom hidrogenizovana kokosova ulja se koriste u proizvodnji napitaka koji ne sadrže mleko i brze hrane.

### Industrija
Kokosovo ulje se koristi kao tečno biogorivo zbog svoje čistoće, relativno jeftine cene, lake ekstrakcije i netoksičnosti. Testiran je kao gorivo za dizel-motore i koristi se za rad generatora sa tim motorima. U Pacifičkim državama, kokosovo ulje se koristi kao alternativno ulje za pokretanje automobila, autobuseva, kamiona, itd. Kiseline koje se mogu izdvojiti iz kokosovog ulja se koriste kao herbicidi.

### Proizvodi
Kokosovo ulje čini dobar deo sastava margarina, sapuna i kozmetičkih proizvoda.

### Kozmetika
Koristi se kao krema za ruke, ulja za masažu, čak i kao lubrikant. U Šri Lanki i Indiji je najpopularniji kao gel za kosu.

## Literatura
- Adkins SW; Foale M; Samosir YMS, ур. (2006). Coconut revival – new possibilities for the 'tree of life'. Proceedings of the International Coconut Forum, 22–24 November 2005 (PDF). Cairns, Australia: ACIAR Proceedings. ISBN 1-86320-515-2. Архивирано из оригинала (PDF) 15. 04. 2016. г. Приступљено 02. 01. 2017.
- Salunkhe, D.K., J.K. Chavan, R.N. Adsule, and S.S. Kadam. (1992). World Oilseeds: Chemistry, Technology, and Utilization. Springer.  978-0-442-00112-4.
- Bruice Fife, N.D. The Coconut Oil Miracle New York : Avery, 2004.

## Spoljašnje veze
- Медији везани за чланак Kokosovo ulje на Викимедијиној остави